# Trichophaeopsis
Trichophaeopsis es un género de hongos de la familia Pyronemataceae.